# Gellert Grindelwald
Pour les articles homonymes, voir Grindelwald.
Gellert Grindelwald est le principal antagoniste de la série de films Les Animaux fantastiques, écrite par J. K. Rowling et réalisée par David Yates. Il est également mentionné à quelques reprises dans la série romanesque Harry Potter.
Considéré comme l'un des « mages noirs les plus dangereux de tous les temps », son nom est mentionné pour la première fois dans Harry Potter à l'école des sorciers, sur une carte de Chocogrenouille que mange Ronald Weasley, le meilleur ami de Harry. On y apprend que Grindelwald a été vaincu par Albus Dumbledore en 1945, puis emprisonné à Nurmengard. Il est finalement tué une cinquantaine d'années plus tard par Lord Voldemort.

## Caractéristiques

### Description
Dans Harry Potter et les Reliques de la Mort, Gellert Grindelwald est décrit adolescent comme ayant un beau visage hilare et des cheveux blonds dorés. Il a un rire rauque et une allure très gracile, comparée à plusieurs reprises à celle d'un oiseau.
Sous l'apparence de Percival Graves en 1926, dans Les Animaux fantastiques, Grindelwald est décrit comme un personnage imposant, avec des cheveux noirs grisonnants aux tempes, un regard impénétrable et des vêtements parfaitement taillés. Il se montre particulièrement rigoureux, habile et rusé. Affecté à un poste haut placé au Congrès magique des États-Unis sous sa fausse identité, il a le pouvoir d'exercer son autorité et de réprimer sévèrement quiconque s'oppose aux règles ou porte préjudice à la sorcellerie. L'année suivante, sous sa véritable apparence, Grindelwald a des allures de « rock star », avec des cheveux blonds en brosse, une hétérochromie entre ses deux iris, dont l'un est bleu pâle et l'autre noir. Sa tenue rappelle à la fois « celle d'un soldat, d'un pirate et d'un dandy ». Comme pour évoquer « ses origines germaniques », il porte une paire de bottes de chasse montant jusqu'aux genoux et une longue redingote noire. Grindelwald est alors présenté comme un orateur très persuasif. Tous ses arguments sont judicieusement construits pour convaincre un maximum d'individus de se ranger à ses côtés et défendre son idéologie.
Grindelwald détient dès la fin de son adolescence l'immense pouvoir de la baguette de sureau, l'une des trois reliques de la Mort, après l'avoir subtilisée au fabricant Gregorovitch. En 1945, Albus Dumbledore affronte Grindelwald en duel et devient, de par sa victoire, le nouveau détenteur de la baguette de sureau, qu'il conservera jusqu'à sa mort.
Lorsqu'il est âgé et enfermé à Nurmengard, Grindelwald apparait très maigre et édenté. Il se montre rieur et méprisant vis-à-vis de Voldemort lorsque ce dernier lui rend visite, en 1998, pour tenter de localiser la baguette de sureau.

### Nom et étymologie
Grindelwald est une commune du centre de la Suisse et une station de ski, possiblement source d'inspiration pour l'auteure, qui prononce le nom du personnage à l'allemande (en prononçant le « w » comme un « v »). Le nom pourrait aussi renvoyer à Grendel de la célèbre légende anglo-saxonne Beowulf,.

## Histoire

### Jeunesse
Grindelwald est né vers 1883. Il a étudié à l'Institut Durmstrang avant d'être renvoyé à 16 ans pour avoir fait usage de magie noire. En 1899, lors de son voyage à l'étranger, Gellert Grindelwald fait la rencontre de Dumbledore à Godric's Hollow alors que celui-ci y revient à la suite du décès de sa mère, Kendra Dumbledore. Grindelwald est hébergé par sa grand-tante Bathilda Tourdesac, qui le met en relation avec Dumbledore. Les deux sorciers s'entendent très rapidement et échangent des lettres au sujet de leur projet commun, qui consiste à supprimer le Code International du Secret Magique (visant à cacher l'existence du monde magique aux Moldus). Grindelwald souhaite au bout du compte exercer une domination absolue sur le monde magique et non magique. Conscient de l'affection que lui porte Dumbledore, il n'hésite pas à le manipuler dans le but de mener à bien ses idées.
Les deux amis en viennent à s'intéresser aux reliques de la Mort, dont la possession leur permettrait de devenir les maîtres de la Mort. Séduit par cette idée, Albus Dumbledore délaisse sa sœur Ariana et son frère Abelforth Dumbledore. Lassé de l'absence et de la négligence de son frère, Abelforth défie Grindelwald au combat. Albus tente de s'interposer entre son frère et son meilleur ami et finit par se ranger du côté d'Abelforth. Un sortilège mortel frappe accidentellement Ariana sans qu'ils sachent jamais lequel avait envoyé l'attaque. La tragédie met fin au combat mais aussi à l'amitié entre Dumbledore et Grindelwald.

Le symbole des reliques de la Mort, associé à Grindelwald.

Entre 1899 et 1926, Grindelwald poursuit sa recherche des reliques. Il parvient à retrouver la trace de la baguette de sureau et se rend dans l'atelier du fabricant de baguettes Gregorovitch pour la lui voler, avant de prendre la fuite. Les crimes commis ensuite par Grindelwald sont associés au symbole des reliques de la Mort, que le sorcier avait gravé par le passé sur les murs de Durmstrang. Plusieurs partisans s'approprient ce symbole et, par provocation, s'amusent à le reproduire. Grindelwald justifie ses actes en affirmant agir « pour le plus grand bien », reprenant ainsi les termes que Dumbledore avait lui-même précédemment utilisés dans une tout autre optique. Grindelwald fait de ces mots sa devise et les fait graver à l'entrée de la prison de Nurmengard, où il enferme ses opposants.

### DansLes Animaux fantastiques
Dans les années 1920, Gellert Grindelwald sème des troubles en Europe, puis prend l'apparence de Percival Graves, ministre de la Justice magique du Congrès magique des États-Unis, à New York. Son objectif est de s'emparer d'un obscurus, en quelque sorte l'essence des pouvoirs magiques d'un sorcier. Il est démasqué par Norbert Dragonneau et emprisonné avant de s'évader six mois plus tard et de fuir pour Paris. Il cherche à obtenir le pouvoir de l'obscurus présent en Croyance Bellebosse et à lever une armée de sorciers loyaux pour mettre fin au Code International du Secret Magique. Pour cela, il révèle que les Moldus vont se livrer une nouvelle guerre mondiale destructrice. Ayant fait un pacte de sang avec Dumbledore lorsqu'ils étaient jeunes, Grindelwald ne peut s'en prendre directement à Dumbledore, qui souhaite mettre un terme à son projet. À l'inverse, Grindelwald est lui aussi protégé de Dumbledore grâce à ce pacte magique. Ils ne se reverront qu'en 1945, lorsqu'ils s'affronteront en duel.

### DansHarry Potter
Grindelwald est mentionné dans Harry Potter à l'école des sorciers (situé en 1991), lorsque Harry Potter effectue son premier voyage en train vers Poudlard. Le garçon trouve son nom inscrit sur une carte de chocogrenouille à l'effigie de Dumbledore. La carte met en lumière le célèbre duel entre les deux sorciers, à l'issue duquel Dumbledore a été victorieux et Grindelwald emprisonné à Nurmengard. Dans Harry Potter et les Reliques de la Mort, le lecteur en apprend plus sur les raisons de la rupture entre Grindelwald et Dumbledore,,. Grindelwald est également recherché par Voldemort qui souhaite obtenir de lui la baguette de sureau. Lors du mariage de Bill et Fleur, Victor Krum, reconnaissant la marque de Gindelwald portée par Xenophilius Lovegood, apprend à Harry que le mage noir a sévi dans son pays, en Bulgarie. Grindelwald est finalement tué par Voldemort au début de l’année 1998, après l'avoir raillé et lui avoir affirmé que la baguette ne lui appartiendrait jamais. Son ultime tentative d'éloigner Voldemort du pouvoir sera perçue à la fois comme une « tentative de se racheter » et comme une volonté de protéger la sépulture de Dumbledore, avec qui la baguette a été enterrée. En revanche, dans l'adaptation cinématographique, Grindelwald ne meurt pas.

## Informations supplémentaires de l'auteure
D'après J. K. Rowling, la défaite de Grindelwald en 1945 ne serait pas une simple coïncidence, il y aurait un rapport avec les événements réels de l'époque, à savoir la défaite de l'Allemagne nazie et le suicide d'Adolf Hitler.
Grindelwald et Dumbledore eurent une relation amoureuse, ceci fut confirmé par J.K Rowling dans un bonus de l'édition Blu-Ray du premier volume des Animaux Fantastiques.

## Interprétations au cinéma

### DansHarry Potter(2010 et 2011)
Le personnage n'apparaît que très brièvement dans le dernier film de la série, Harry Potter et les Reliques de la Mort. Il est interprété par Jamie Campbell Bower (adolescent) lors d'une scène de souvenir alors qu'il dérobe la baguette de sureau de l'atelier de Gregorovitch, ainsi que sur une photographie (aux côtés du jeune Dumbledore interprété par Toby Regbo) visible au village de Godric's Hollow et dans le livre de Rita Skeeter. Il est vêtu d'un ancien uniforme gris foncé de l'institut Durmstrang, qui rappelle les uniformes militaires. Michael Byrne interprète le personnage âgé lorsqu'il est interrogé en prison par Voldemort.
- 2010 et 2011 : Harry Potter et les Reliques de la Mort de David Yates : interprété par Jamie Campbell Bower (jeune) et Michael Byrne (âgé)

### DansLes Animaux fantastiques(2016 - 2022)
« Grindewald est un personnage iconique, et c'était essentiel de choisir un acteur qui ait cette aura. »

— David Heyman (producteur)

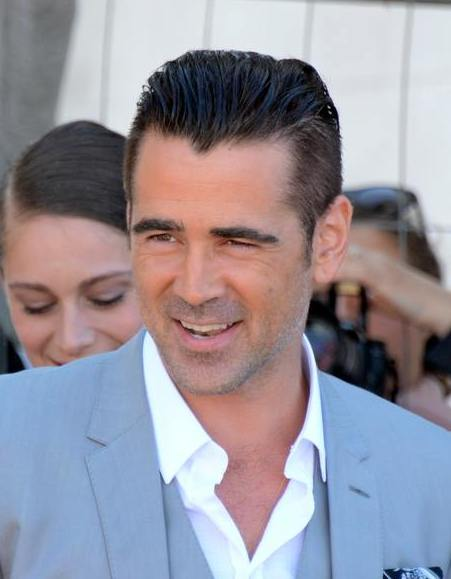
Colin Farrell incarne Grindelwald (sous la fausse identité de Percival Graves).

Dans le film Les Animaux fantastiques (2016), le rôle de Grindelwald (sous la fausse identité de Percival Graves) est attribué à l'acteur irlandais Colin Farrell. À la fin du film, le personnage reprend sa véritable apparence pour quelques minutes, sous les traits de Johnny Depp. La brève apparition de Johnny Depp dans le premier film est tenue secrète par la production ; même les principaux acteurs ne sont pas au courant de sa présence avant de tourner les quelques scènes avec lui.
En 2016, la possibilité de remplacer Johnny Depp est envisagée par la production, à la suite des accusations de violences conjugales portées contre lui par l'une de ses ex-femmes. Le réalisateur David Yates et J. K. Rowling se positionnent cependant en faveur du maintien de l'acteur,, qui conserve son rôle dans Les Crimes de Grindelwald en 2018. Pour de nombreux critiques, la performance de Johnny Depp serait par ailleurs l'un des principaux points forts du second film, donnant vie à un personnage « remarquablement construit » avec une « étonnante sobriété »,,.
| |  |  |
| Johnny Depp (à gauche) interprète Gellert Grindelwald sous sa véritable apparence dans les premiers films, et Jamie Campbell Bower (à droite) interprète Grindelwald adolescent dans les scènes de souvenirs. |  |  |

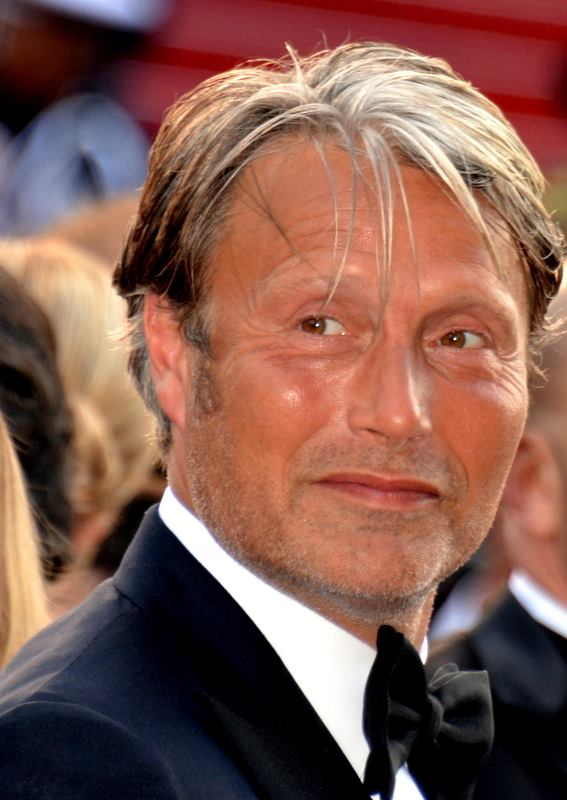
Mads Mikkelsen interprète Grindelwald à partir du troisième film.

Jamie Campbell Bower interprète Grindelwald adolescent dans les scènes de souvenirs, aux côtés de Toby Regbo, qui interprète Albus Dumbledore au même âge. Les deux acteurs sont les seuls à interpréter le même rôle dans les deux séries de la franchise.
En avril 2019, alors que le procès entre Johnny Depp et son ex-femme est en cours, la Warner songe une nouvelle fois à écarter l'acteur afin de préserver la réputation du studio,,. D'après le site Page Six, « Les directeurs de Warner Bros se demandent comment ils vont gérer le problème Johnny Depp avec la franchise Harry Potter. Des femmes haut placées du studio sont très inquiètes de travailler avec Depp et par le message que cela envoie au public ». Fin juillet 2019, sa présence dans le troisième épisode est néanmoins confirmée par le site Backstage.
En novembre 2020, Johnny Depp abandonne le rôle, à la demande de Warner Bros., à la suite des accusations de violences conjugales à son encontre. Quelques jours plus tard, l'acteur danois Mads Mikkelsen est en pourparlers pour le remplacer et reprend officiellement le rôle le 25 novembre 2020,,.
- 2016 : Les Animaux fantastiques de David Yates : interprété par Colin Farrell (sous l'apparence de Percival Graves) et brièvement par Johnny Depp (sous sa véritable apparence) ;
- 2018 : Les Animaux fantastiques : Les Crimes de Grindelwald de David Yates : interprété par Johnny Depp et Jamie Campbell Bower (jeune)[35] ;
- 2022 : Les Animaux fantastiques : Les Secrets de Dumbledore de David Yates : interprété par Mads Mikkelsen[34].